# Marco Atilio Regolo (pretore 213 a.C.)
Marco Atilio Regolo  (latino: Marcus Atilius Regulus; III secolo a.C.) è stato un pretore della Repubblica romana.

## Biografia
Fu eletto pretore urbano nel 213 a.C., insieme a Publio Sempronio Tuditano, Fulvio Centumalo e Marco Emilio Lepido. Emilio Lepido, a cui erano toccate in sorte le contese tra i non cittadini, affidò tale incarico proprio a Marco Atilio.
Nel 212 a.C., Marco consegnò al neo pretore Publio Cornelio Silla due profezie del veggente Marcio, in parte facendo riferimento al passato e in parte al futuro, dove si comandava ai Romani di istituire un festival annuale in onore di Apollo. Su questo il Senato dispose che i decemviri consultassero i libri sibillini e, poiché questi disponevano le stesse cose, Silla presiedette i primi Ludi Apollinares, che si celebrarono quell'anno nel Circo Massimo.
Nel 211 a.C., durante le fasi finali dell'assedio di Capua, Marco, come legatus, assalì una coorte ispanica nemica portando con sé il signum del primo manipolo dei principes della legio VI, mentre gli altri due legati, Lucio Porcio Licino e Tito Popilio, che avevano il comando degli accampamenti, stavano combattendo con grande foga in prossimità del vallum, riuscendo ad uccidere gli elefanti cartaginesi che avevano cercato di oltrepassarlo. I corpi degli animali erano stati abbattuti proprio nel mezzo del fossato, andando a costituire una specie di passaggio naturale, quasi il nemico avesse costruito un terrapieno o un ponte per oltrepassare l'ostacolo. E così sopra i corpi dei pachidermi uccisi infuriò una tremenda mischia. Dall'altra parte del campo i Campani e il presidio dei Cartaginesi erano stati respinti dall'armata romana, e si combatteva presso la porta della città che portava al Volturno.
I Romani trovarono notevoli difficoltà ad avvicinarsi alla porta della città, poiché era munita di numerose baliste e scorpioni, i cui lanci erano numerosi e potenti. L'impeto dei Romani venne, inoltre, fermato dalla ferita del loro comandante, Appio Claudio, che era stato colpito nella parte alta del petto da un grosso giavellotto, mentre incitava all'assalto i suoi. Tuttavia molti nemici caddero sul campo di battaglia, mentre gli altri furono costretti ad indietreggiare e rifugiarsi entro le mura cittadine.
Annibale, avendo assistito alla strage della sua coorte ispanica ed alla strenua difesa dell'accampamento da parte dei Romani, preferì ritirarsi con la fanteria mentre la cavalleria ne proteggeva le spalle. Grande allora fu l'ardore delle legioni nell'inseguire il nemico in rotta. Flacco allora preferì far suonare la ritirata. Secondo quanto tramanda Livio, sulla base dei dati dallo stesso raccolti nei racconti di precedenti storici, caddero 8.000 soldati di Annibale e 3.000 Campani; vennero inoltre sottratte ai Cartaginesi 15 insegne e 18 ai Campani.
(Livio, XXVI, 6.13.)
Nel 210 a.C. fu inviato come ambasciatore insieme a Manio Acilio ad Alessandria d'Egitto da Tolomeo IV e Cleopatra, per rinnovare l'amicizia col popolo romano. Ai due regnanti furono portati dei doni: al re una toga, una tunica di porpora ed una sedia curule eburnea; alla regina una ricca veste ricamata insieme ad un mantello di porpora.